# 胡永安
胡永安，明朝人，是一名明朝政治人物。
胡永安曾于1369年接替张率任嘉定县知县一职，1372年由文殊奴接任。